# Klooster Hoogcruts
Het Klooster Hoogcruts is een voormalig klooster, gelegen in de buurtschap Hoogcruts in de Nederlandse gemeente Eijsden-Margraten. Tot de gemeentelijke herindeling van 1982 lag het klooster op de gemeentegrens met een deel in de gemeente Noorbeek en een deel in de gemeente Slenaken; thans ligt het klooster geheel binnen de gemeente Eijsden-Margraten. Het bij een brand in 1979 zwaar beschadigde klooster en de bijbehorende boerderij zijn rijksmonumenten.

## Geschiedenis

### Stichting
De oudste vermelding van klooster Hoogcruts dateert uit 1686 en verwijst naar een mis die in 1428 ter plekke werd gehouden in "de Capelle van het Heylich Cruyts, d’welck tegenwoordigh is het Clooster". Volgens de overlevering vond het klooster zijn oorsprong in een wonder toen een herder een kruis tussen de doornstruiken aanschouwde. Dit visioen was zo indrukwekkend dat zelfs de schapen op de knieën vielen. De lokale bewoners besloten ter herdenking van deze gebeurtenissen een kapel op te richten.
De kapel werd bij akte van 24 maart 1496 verheven tot klooster. De nieuwe priorij werd ingericht "sub vocabulo Sanctae Crucis ac Montis Calvariae". Het werd een klooster van de Reguliere Kanunniken van het Heilig Graf, ook wel aangeduid als Sepulchrijnen. Gilles de la Croix werd de eerste prior en vanaf dat moment werden de noodzakelijke kloostergebouwen bij de kapel opgericht. In de akte werd ook een numerus clausus opgenomen dat de gemeenschap niet groter mocht zijn dan 25 kloosterlingen. Dat aantal werd in de periode vóór de Franse Revolutie nooit gehaald.

### Achteruitgang en bloei; Latijnse School
In 1568 werd het klooster door Staatse troepen geplunderd. Het klooster fungeerde ook als vergaderlocatie voor de Staten van Limburg en Overmaas. De troepen van Parma legden het klooster in 1579 in de as als represaille omdat de statenvergadering niet spaansgezind was. Het complex werd hersteld, maar begin 17e eeuw waren er nog maar twee kanunniken overgebleven. Op initiatief van Jan van Bronkhorst, Graaf van Gronsveld werd in 1603 een poging ondernomen om het klooster te incorporeren bij de jezuïeten van Aken. De sepulchrijnen verweerden zich echter succesvol en op 6 december 1606 openden zij in het klooster een Latijnse school met pensionaat. In 1625 verkochten ze hun kapel in Aken, de Sankt Leonhardkapel, aan de Reguliere Kanunnikessen van het Heilig Graf te Wezet (Visé), die er eveneens een Latijnse School stichtten. De kapel bleef op die wijze binnen de Orde.
In 1655 werd de Heilige-Grafkapel te Kanne aan het bezit van het klooster toegevoegd en trad de stichter van de kapel, Herman Jekermans, als kanunnik in. Ook hier werd een Latijnse school geopend. Men onderwees er les humanités, la bonne morale, les langues latine, francaise, flamande et allemande. In de eerste helft van de achttiende eeuw had de school te Hoogcruts verscheidene schooljaren meer dan 40 leerlingen in het internaat. De scholen voorzagen bijna twee eeuwen lang in de behoefte aan onderwijs totdat het klooster in 1796 door de Franse bezetters werd opgeheven. De Latijnse school te Aken overleefde deze tijd en bestaat nog steeds.

### Opheffing klooster
In 1770 werd Cornelius Creischer uit Montzen tot prior van Hoogcruts gekozen. Hij zou uiteindelijk de laatste prior zijn. In zijn periode werden grootschalige herstellingen aan de kloostergebouwen uitgevoerd en werd de kapel vernieuwd. Ook het kerkorgel, gebouwd door Guillaume Robustelly, werd vernieuwd. Volgens het chronogram op het timpaan dat waarschijnlijk boven de publieke westingang zat, werd de kerk in 1785 voltooid: Deo optiMo tItVLo CrVCIs InVentae eXIsto.
In 1796, bij de komst van de Fransen, werd het klooster opgeheven. De kanunniken ondernamen verschillende pogingen om via tussenpersonen de kloostergoederen terug te kopen. Na een openbare verkoop in 1798 kwam het klooster in bezit van de heren Bemelmans en Coenegracht, de laatste was burgemeester van Maastricht. Echter, de heer Bemelmans kwam spoedig na de aankoop te overlijden en de afspraak om het klooster terug te geven aan de kanunniken was slechts mondeling overeengekomen. Op 17 november 1803 ontbonden de kanunniken de gemeenschap en stelden ze elkaar vrij van alle rechten en plichten aangaande het klooster.

### 19e en 20e eeuw: diverse bestemmingen

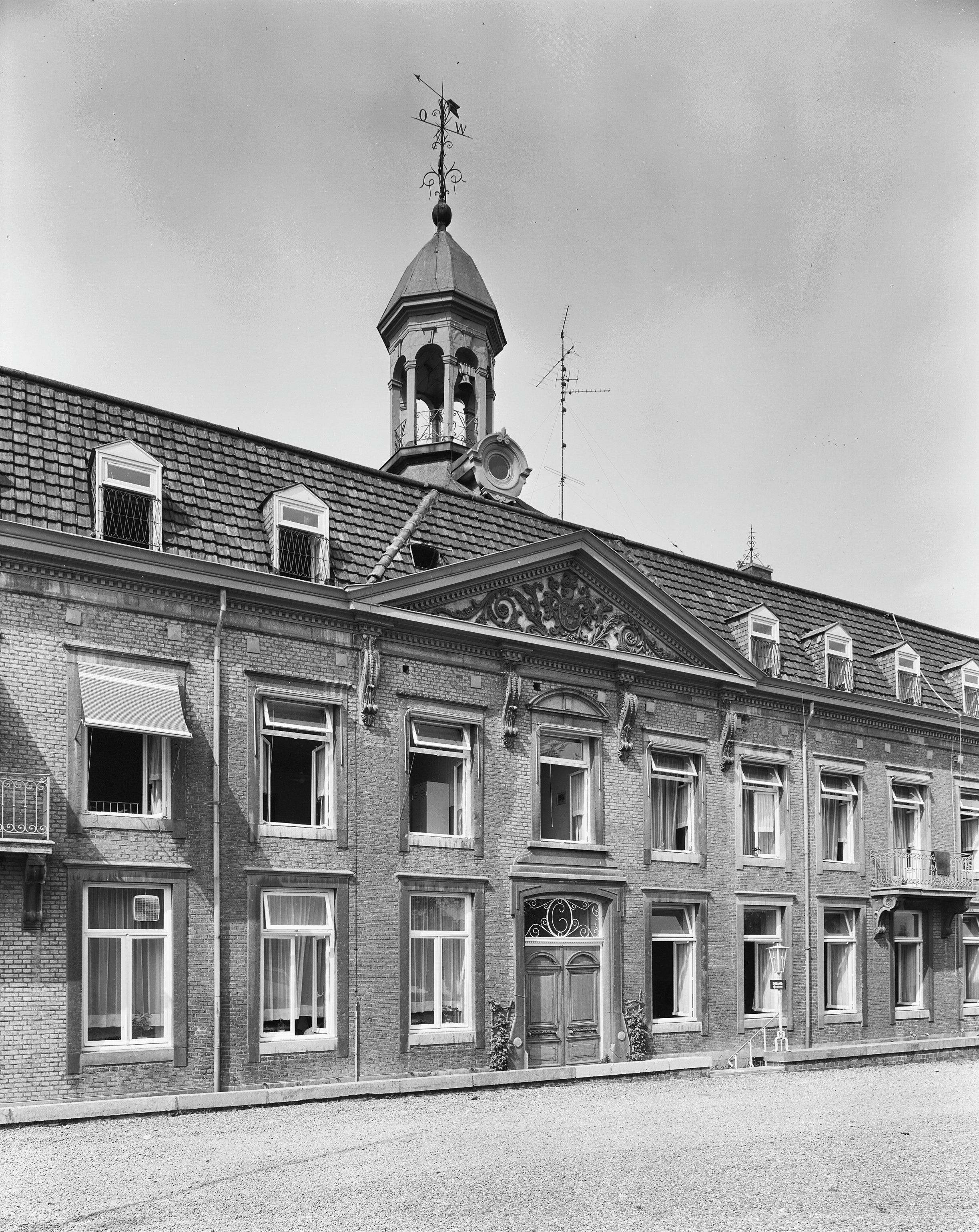
Kanunnikenhuis in 1969

De oostvleugel werd door de nieuwe eigenaren verbouwd tot landhuis en de kapel tot oogstschuur. Het orgel van de kapel kwam uiteindelijk in de parochiekerk van Eckelrade terecht. In de nacht van zaterdag 17 september op zondag 18 september 1870 brak er brand uit in de voormalige kapel door hooibroei in de opgeslagen granen
. De schade aan het landhuis werd in 1873 hersteld, aan de voormalige kapel in 1879.
In 1904 werd het landhuis gekocht door Franse dominicanessen. Dezen waren in 1901 vanuit Oullins eerst gevlucht naar Bissegem bij Kortrijk en daarna naar Hoogcruts ten gevolge van de seculariseringpolitiek in Frankrijk. Voor de heringebruikname werd de voormalige kapel, van schuur weer verbouwd tot kloostervleugel. Hiervoor werd over de lengte van de kerk een scheidingswand opgericht en werden er verdiepingsvloeren aangebracht. Aan de noordelijke zijde van de wand werd een kapel ingericht, op de verdiepingen en aan de zuidelijke zijde werden kloostercellen en dienstruimten ingericht. De zusters keerden echter alweer terug naar Frankrijk in 1921.
In 1927 namen de franciscanen, op initiatief van de minister provinciaal Regalatus Hazebroek, het klooster van dominicanessen over om er een tweede noviciaatshuis te vestigen. Van 1945 tot 1951 boden de kloostergebouwen ook onderdak aan de zusters clarissen vanwege de oorlogsschade aan hun klooster in het Kasteel Ammersoyen. De Franciscanen sloten in 1959 hun noviciaat en verplaatsten het naar Alverna. Van 1961 tot december 1964 heeft het huis nog als vakantiekolonie gediend onder de naam "R.K. Vakantiecentrale Hoogcruts". Dit onder auspiciën van de Derde Orde onder leiding van haar commissaris Auspicius van Corstanje.
De Paulus Stichting uit Sittard vestigde er in 1965 een instituut voor verstandelijk gehandicapten.

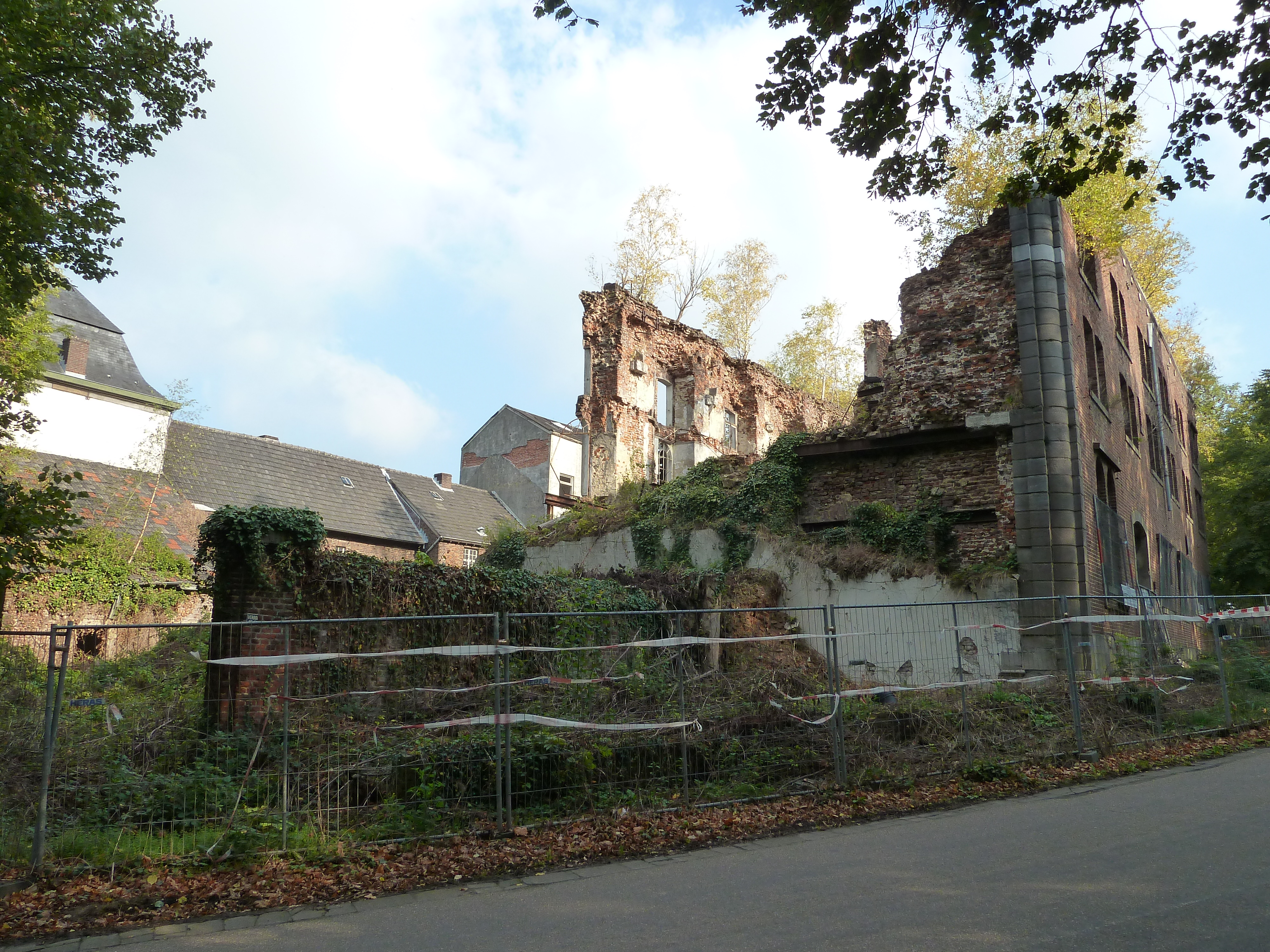
De kloosterruïne in 2010

### Brand en consolidatie
Op 6 september 1979 werd het gebouw, nadat de Paulus Stichting reeds was vertrokken, wederom door brand verwoest. De toenmalige eigenaar werd verdacht van brandstichting. Dit kon uiteindelijk niet bewezen worden en zodoende was verzekeraar Interpolis toch genoodzaakt aan hem de schade te vergoeden. Het geld werd echter niet gebruikt om de noodzakelijke herstelwerken uit te voeren en sindsdien is het complex vervallen tot een ruïne. Veel waardevolle materialen en ornamenten zijn in de afgelopen 35 jaar verdwenen. Vanwege instortingsgevaar werd de bouwvallige locatie lange tijd afgesloten. In de zomer van 2011 heeft de Stichting Het Limburgs Landschap de ruïne gekocht en startte met het puinruimen. De ruïne werd niet alleen geconsolideerd. In het kanunnikenhuis werden de verdiepingsvloer en zoldervloer op basis van de bouwsporen gereconstrueerd. De ramen en deuren werden gerestaureerd en opnieuw beglaasd. Op de zoldervloer werd een plat dak gemaakt zodat het gebouw niet alleen wind en waterdicht werd, maar ook weer functioneel in gebruikt genomen kon worden. Ook de gloriëtte en de muren rond de kloostertuin zijn weer volledig hersteld.

## Beschrijving gebouwen

### Kapel
De kloosterkapel dateert uit 1785 en heeft een lengte van 29.5 meter bij 12.5 meter. Ze is ingedeeld in zes traveeën met een apsis. De laat-18e-eeuwse kerkramen waren korfboogvormig en zo ook het pleisterwerkgewelf dat ophing in de houten mansarde kapspanten. Van oorsprong had de kapel langs de straat zeven, met Naamse steen omlijste, kerkvensters. Deze zijn rond 1880 allemaal dichtgemetseld om de kapel als oogstschuur te kunnen gebruiken. Het orgel van de kapel kwam via 's-Gravenvoeren en Limmel uiteindelijk terecht in de parochiekerk van Eckelrade.

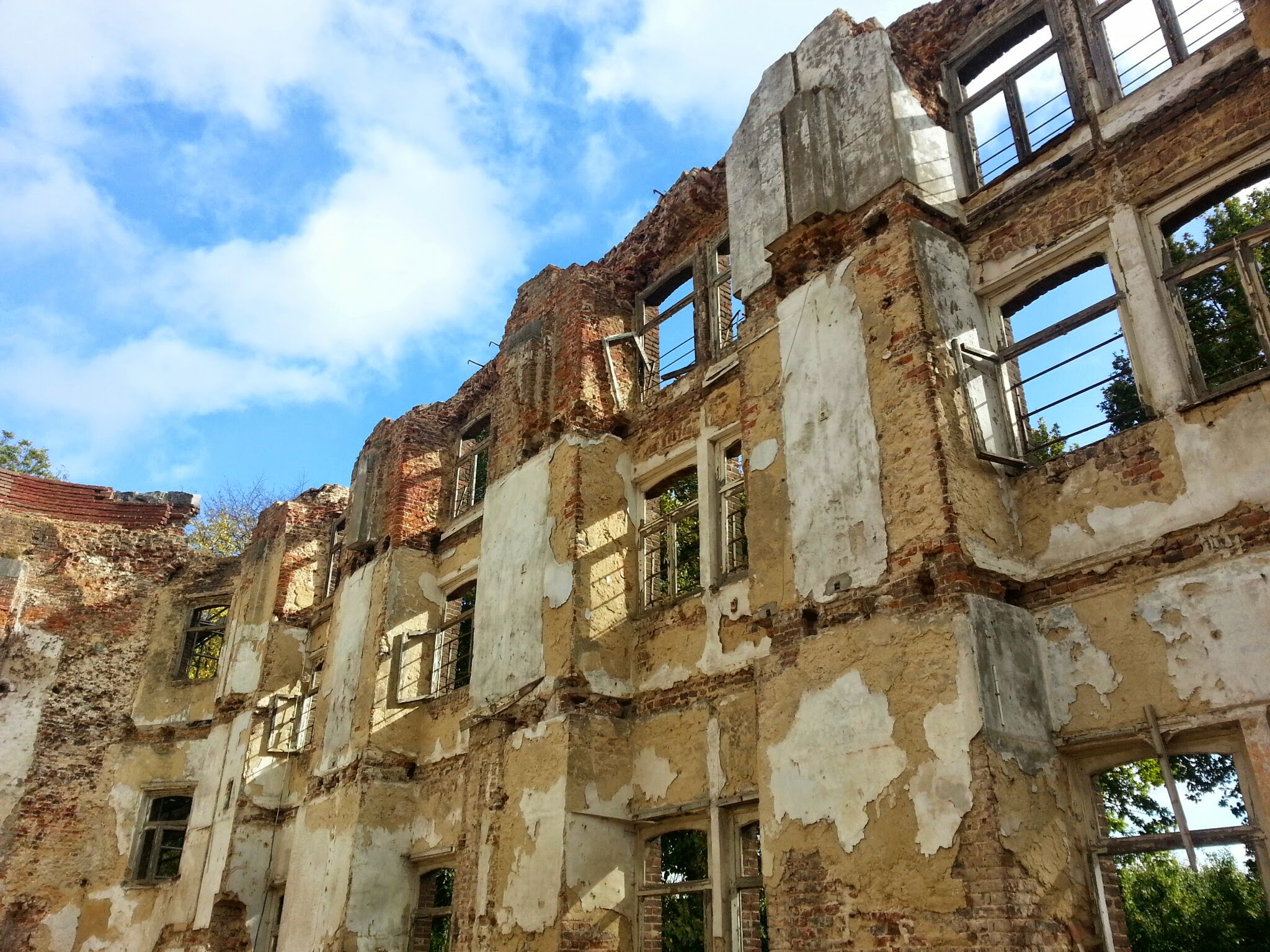
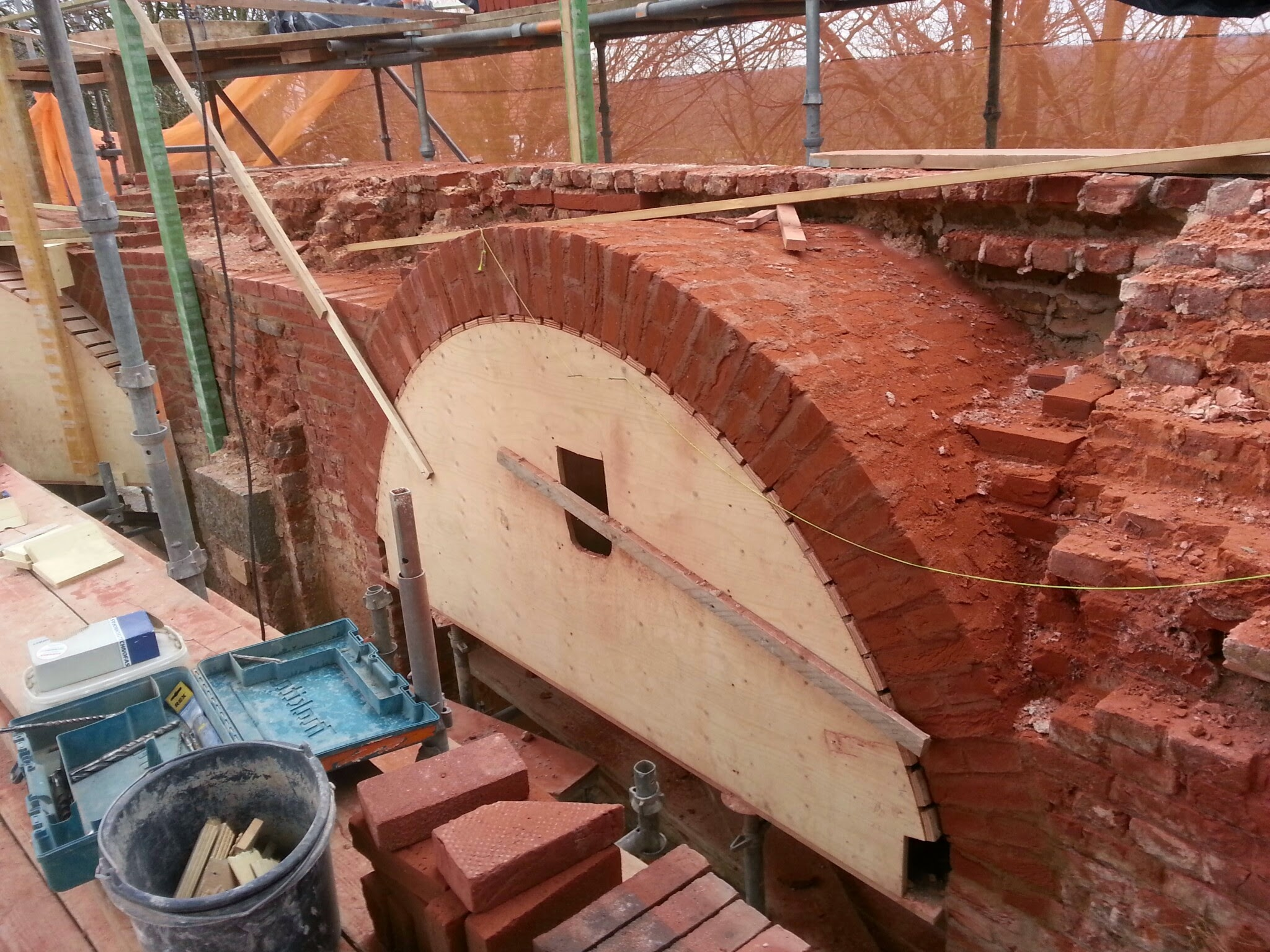
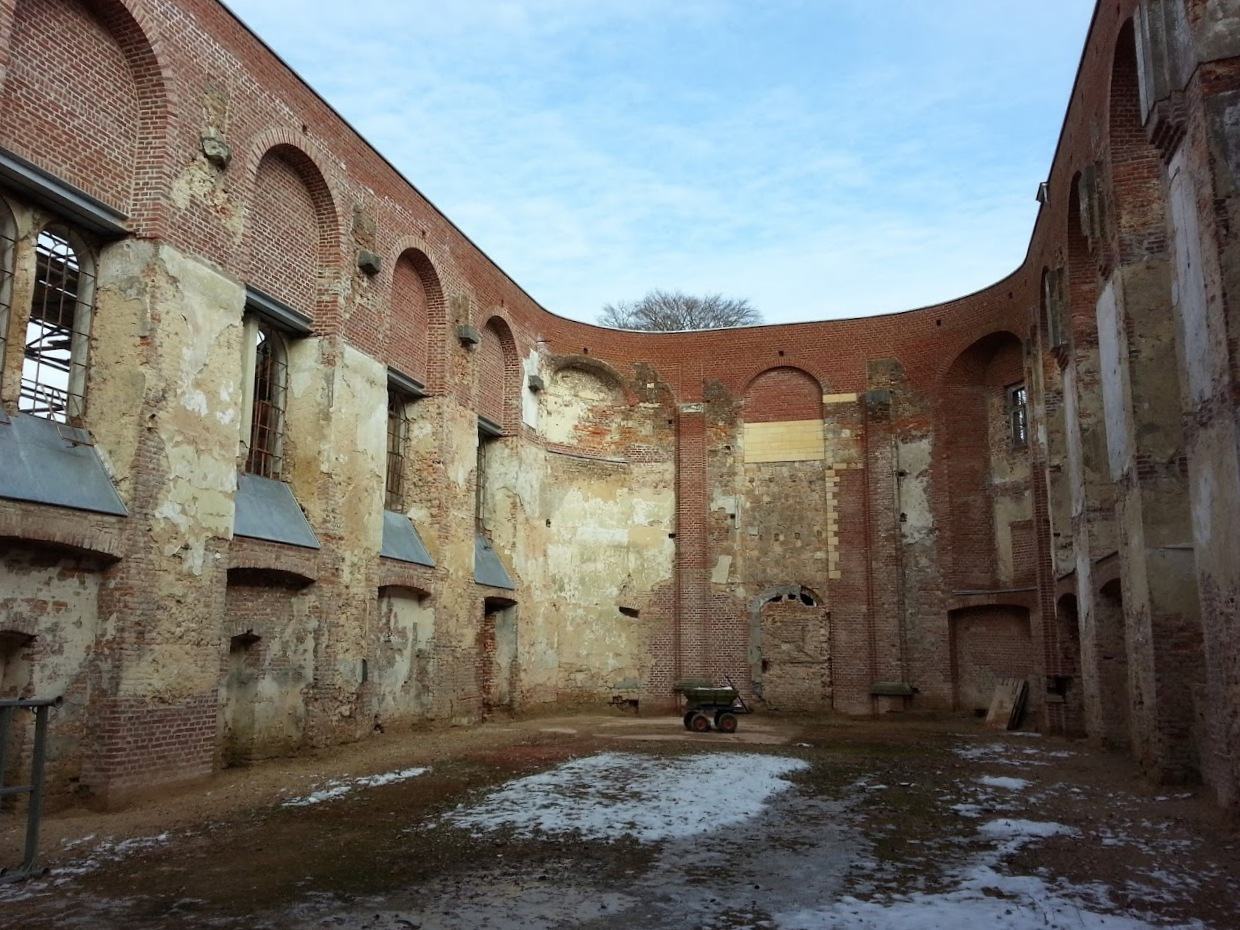
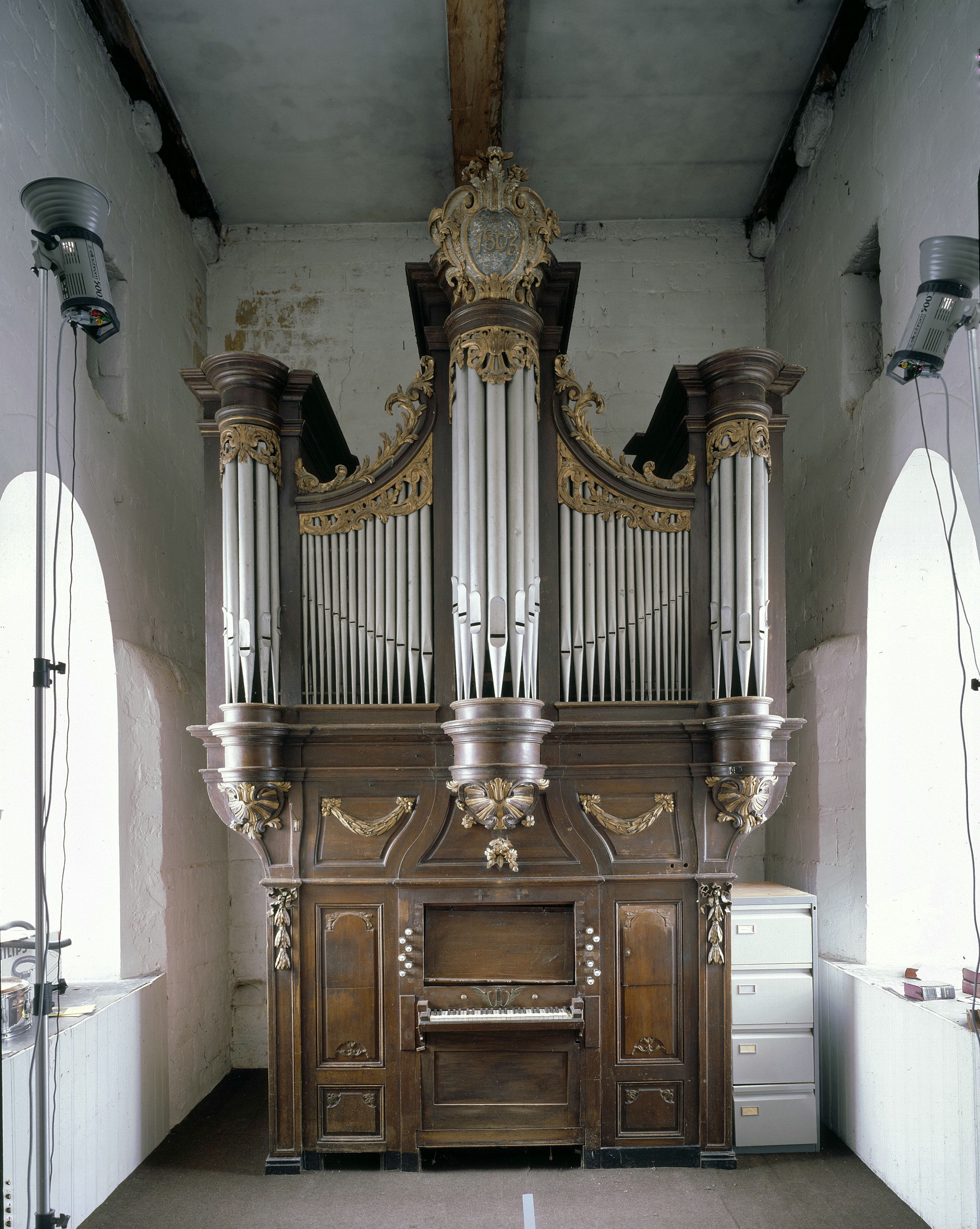

### Kanunnikenhuis
Het 18e-eeuwse kanunnikenhuis is gebouwd in baksteen en heeft hoekblokken en vensteromlijstingen van Naamse steen. Het gebouw had tot aan de brand een mansardedak dat bekroond werd met het Aediculumtorentje. In de eerste helft van de 20ste eeuw is door Alphons Boosten op verzoek van de Franciscanen het huis verlengd met de zogenaamde Boostenvleugel

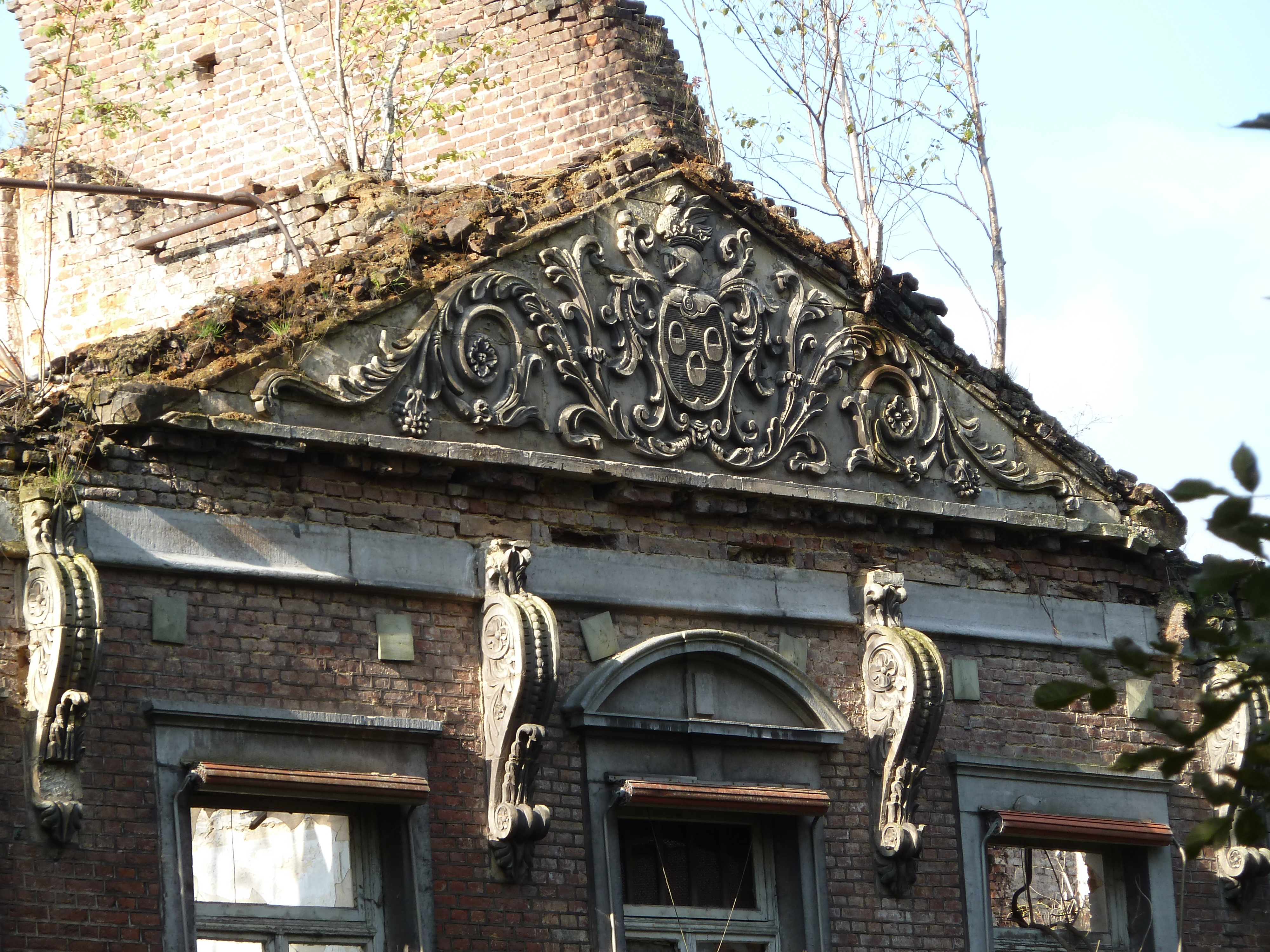
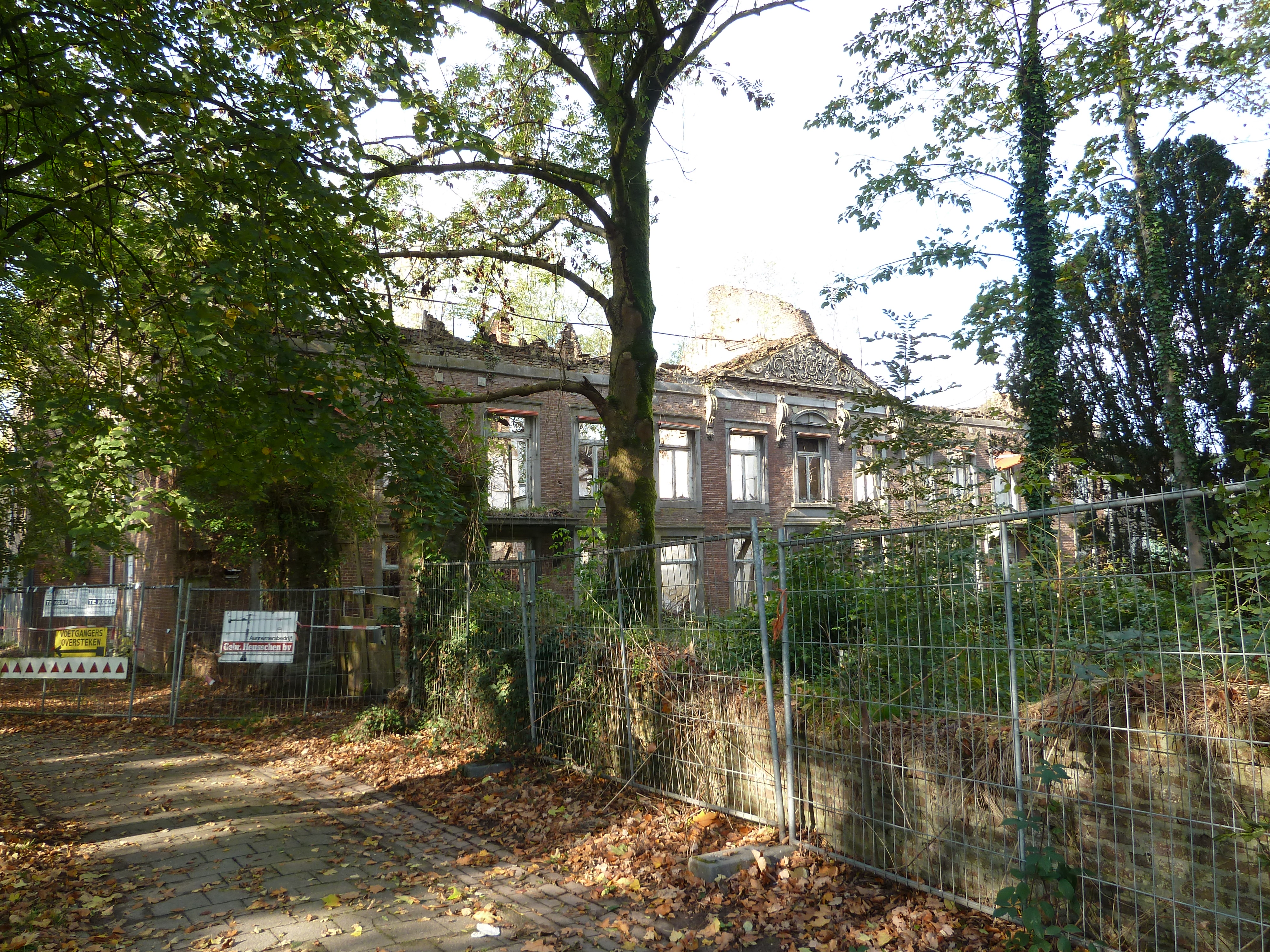
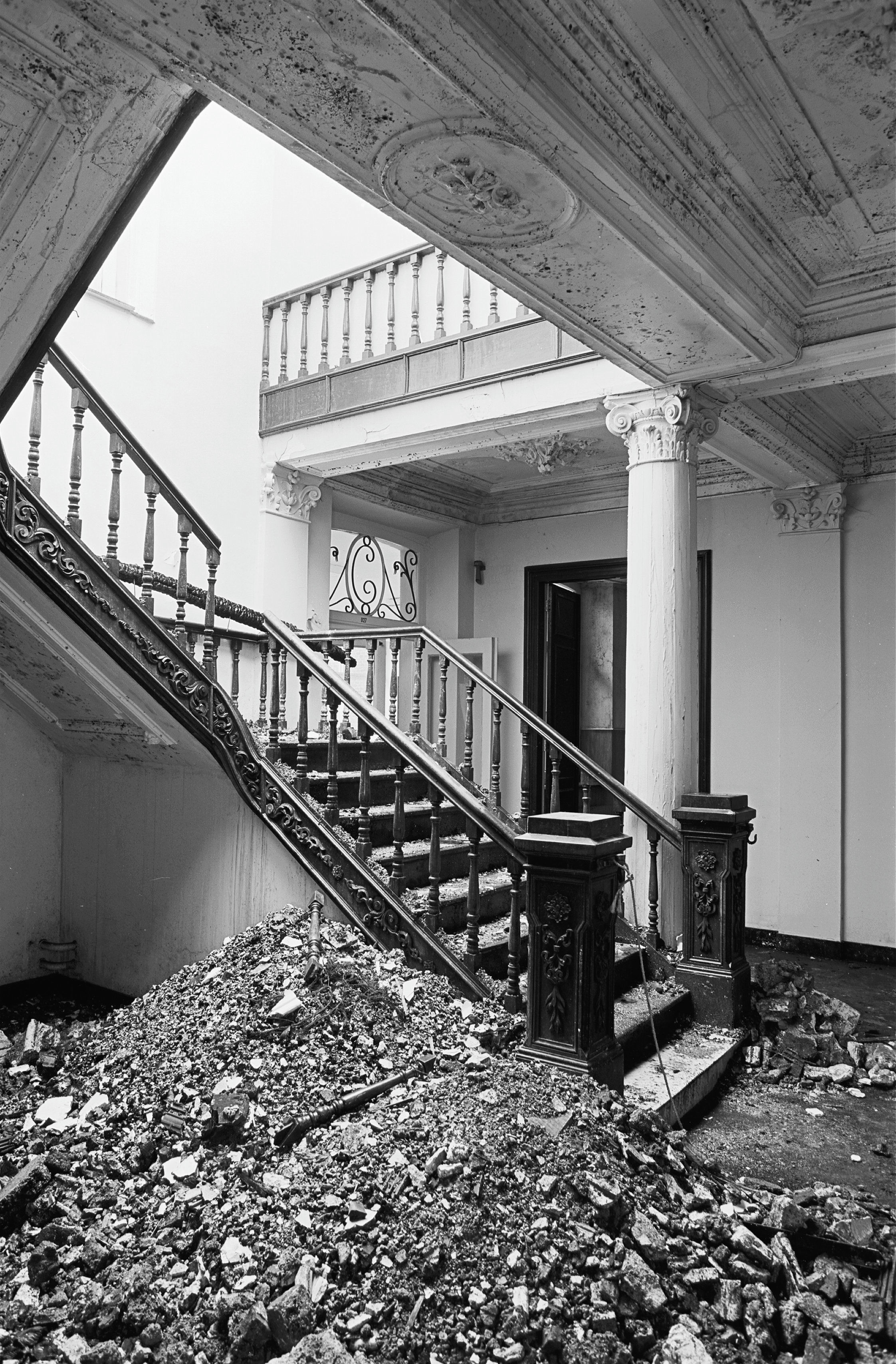
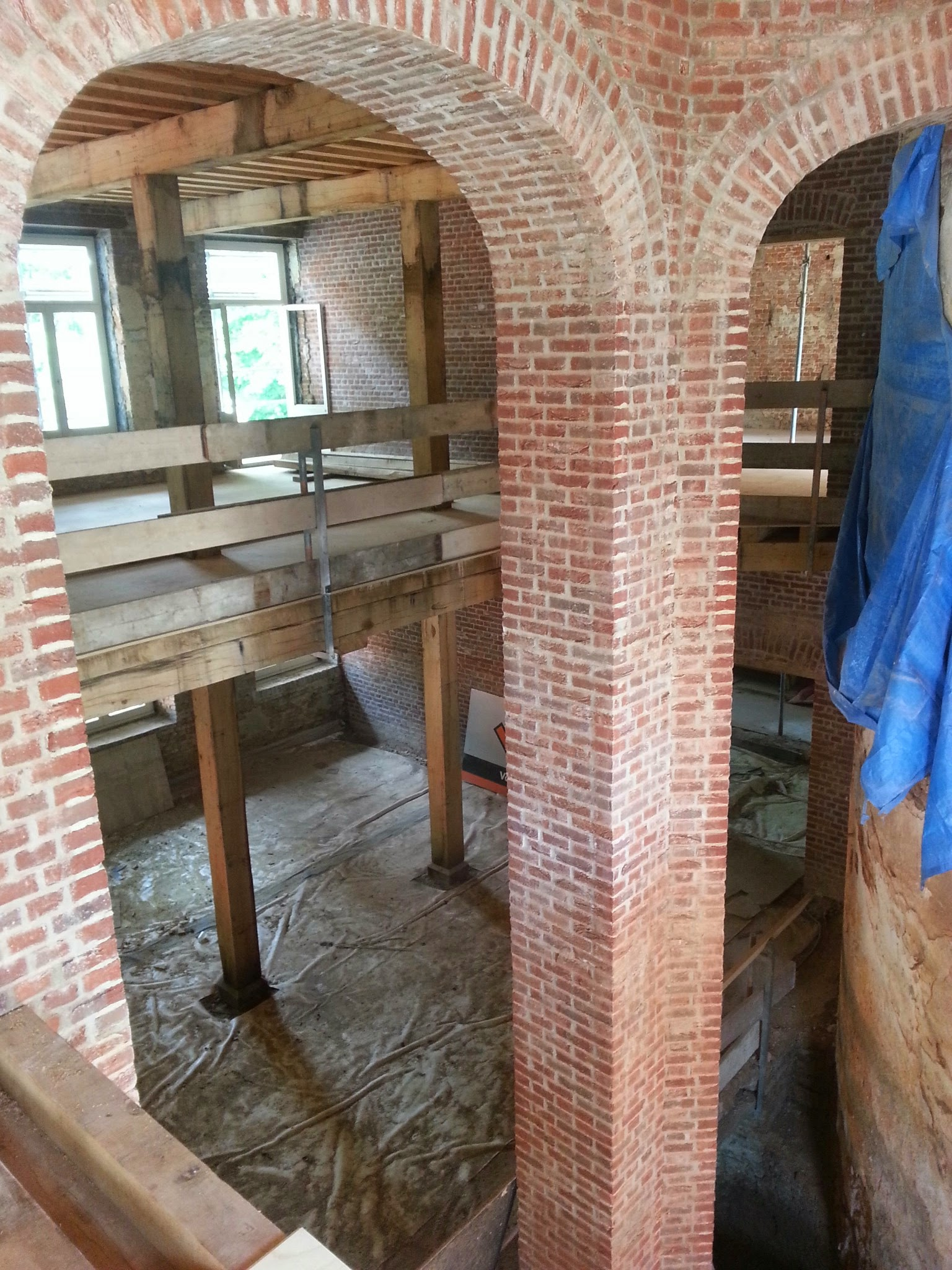

### Kloosterhoeve
De hoeve van het klooster dateert uit de 18e en 19e eeuw en is nog grotendeels intact. Het is een bakstenen gebouw met hardstenen raamomlijstingen dat een binnenplaats omsluit. Boven de twee poorten aan de binnenplaats zijn twee jaarstenen ingemetseld: een steen met patriarchaal kruis en het jaartal 1713 en een steen met patriarchaal kruis en het jaartal 1717.

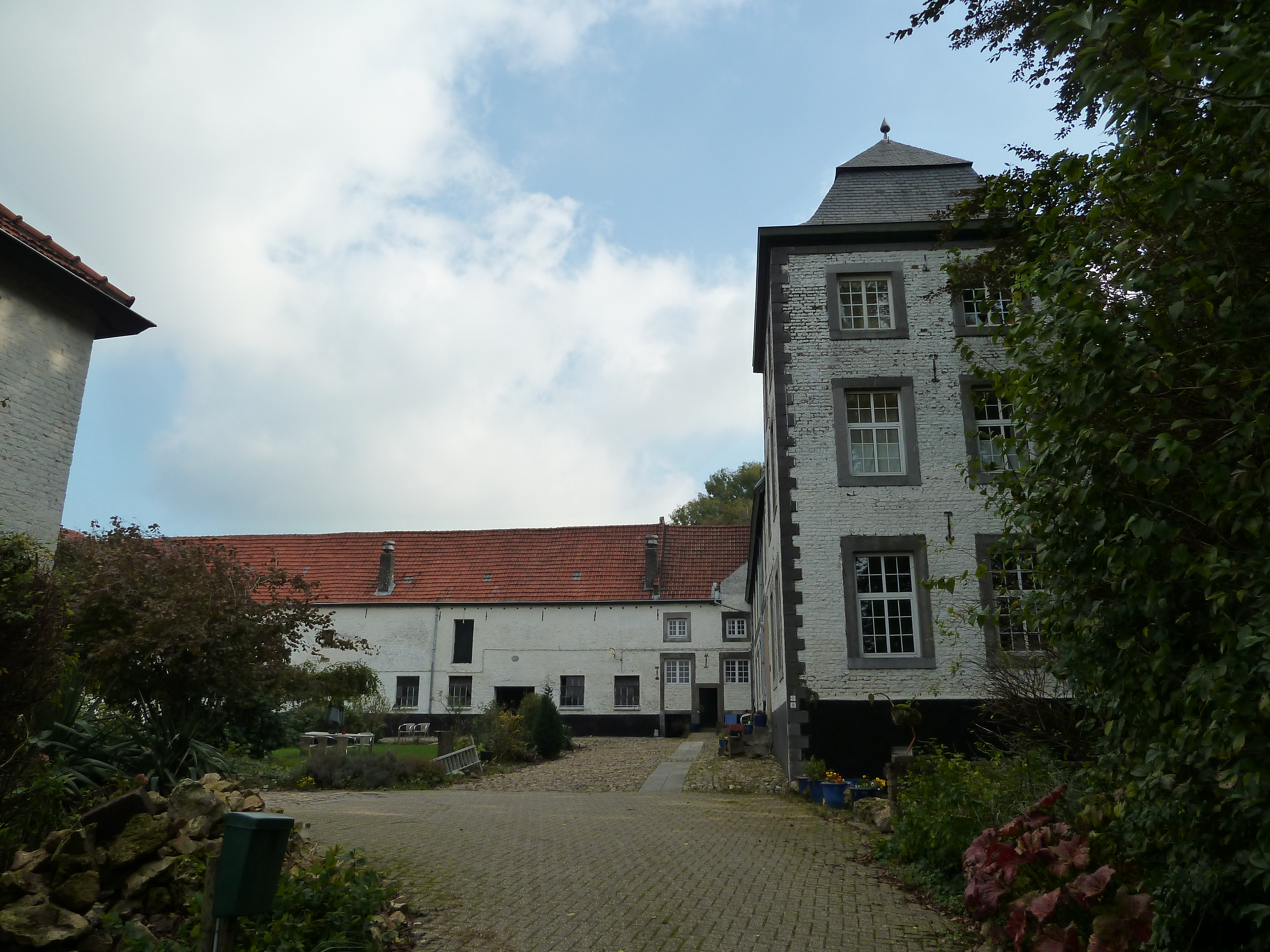
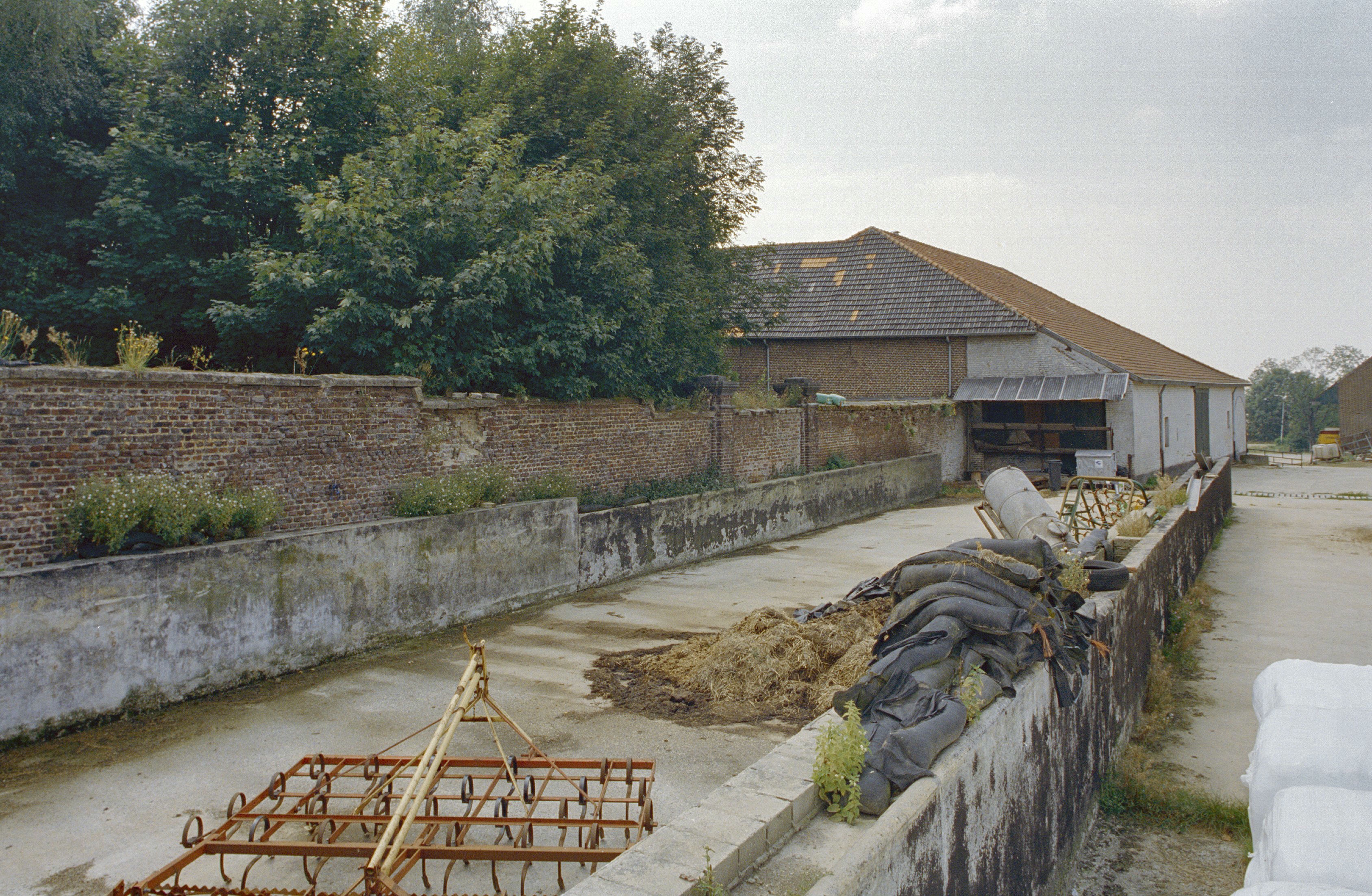
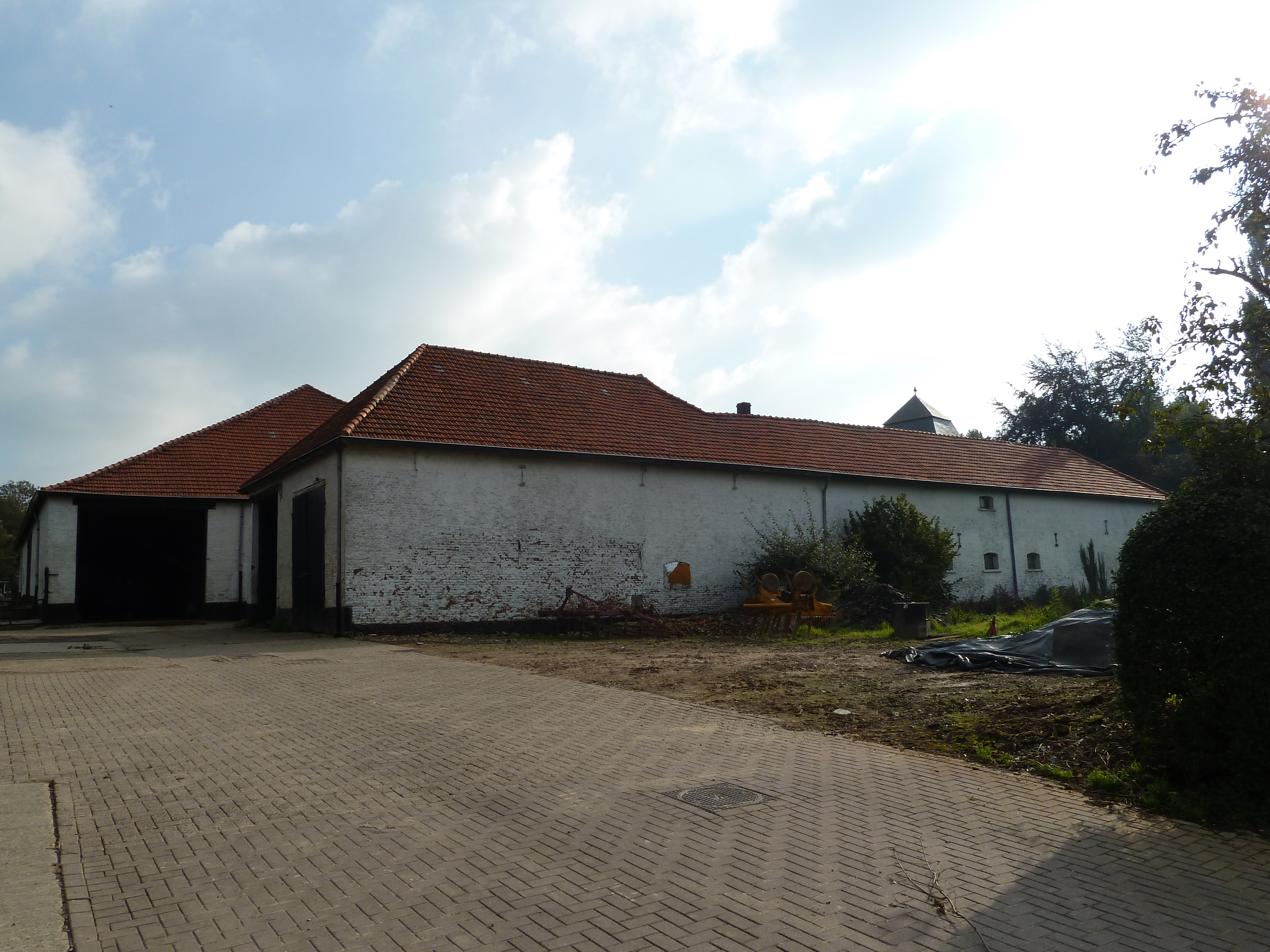
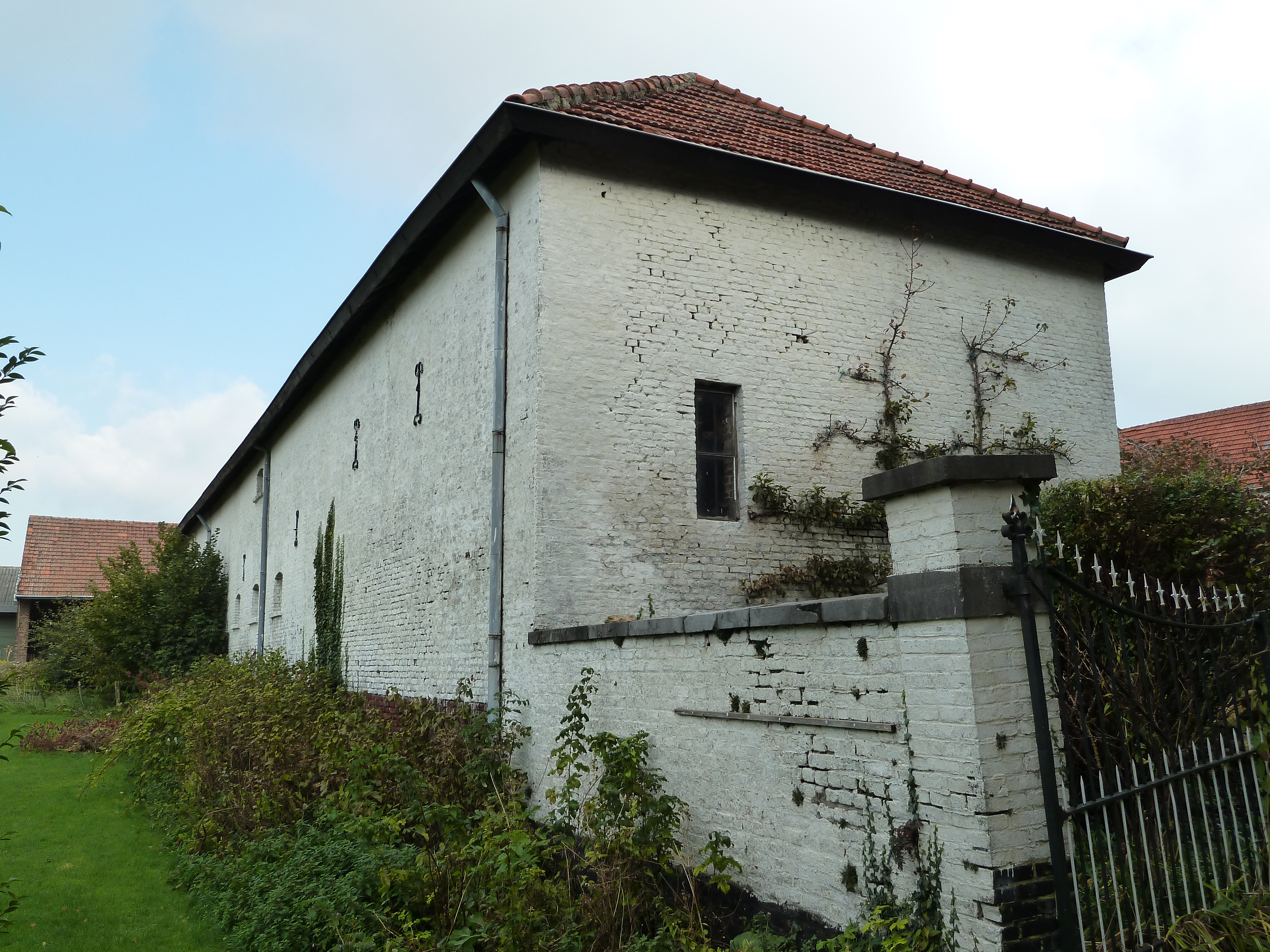

### Park en begraafplaats
In de eerste helft van de 18e eeuw is het park ommuurd en voorzien van twee gebouwtjes. Een van die gebouwtjes bestaat nog en is de zogenaamde gloriette in de noordoostelijke hoek. Tijdens het gebruik van het klooster door de Dominicanessen en Franciscanen was er ook een begraafplaats ingericht in de tuin, ter plekke van het dichtgemetselde poortje aan de weg.

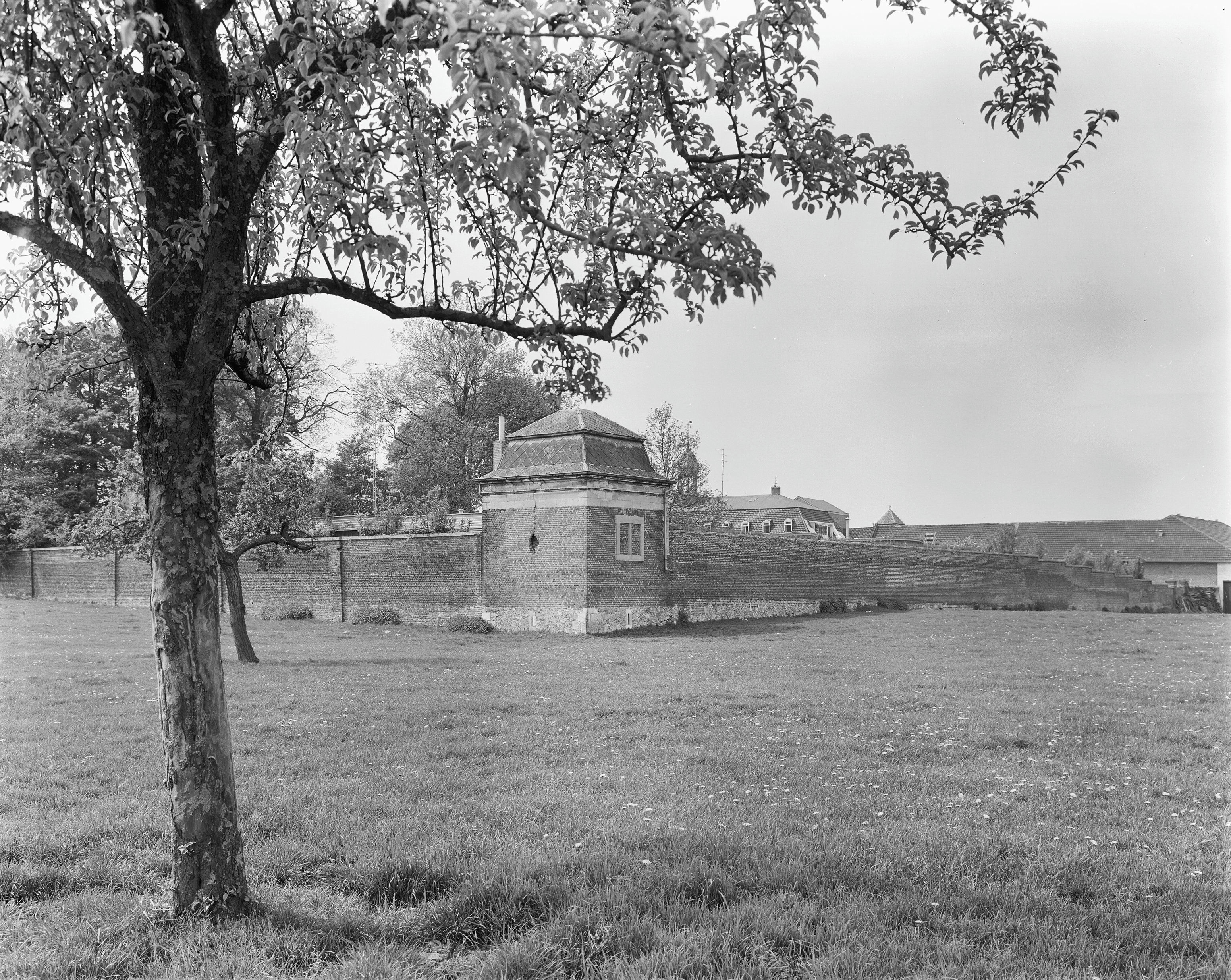
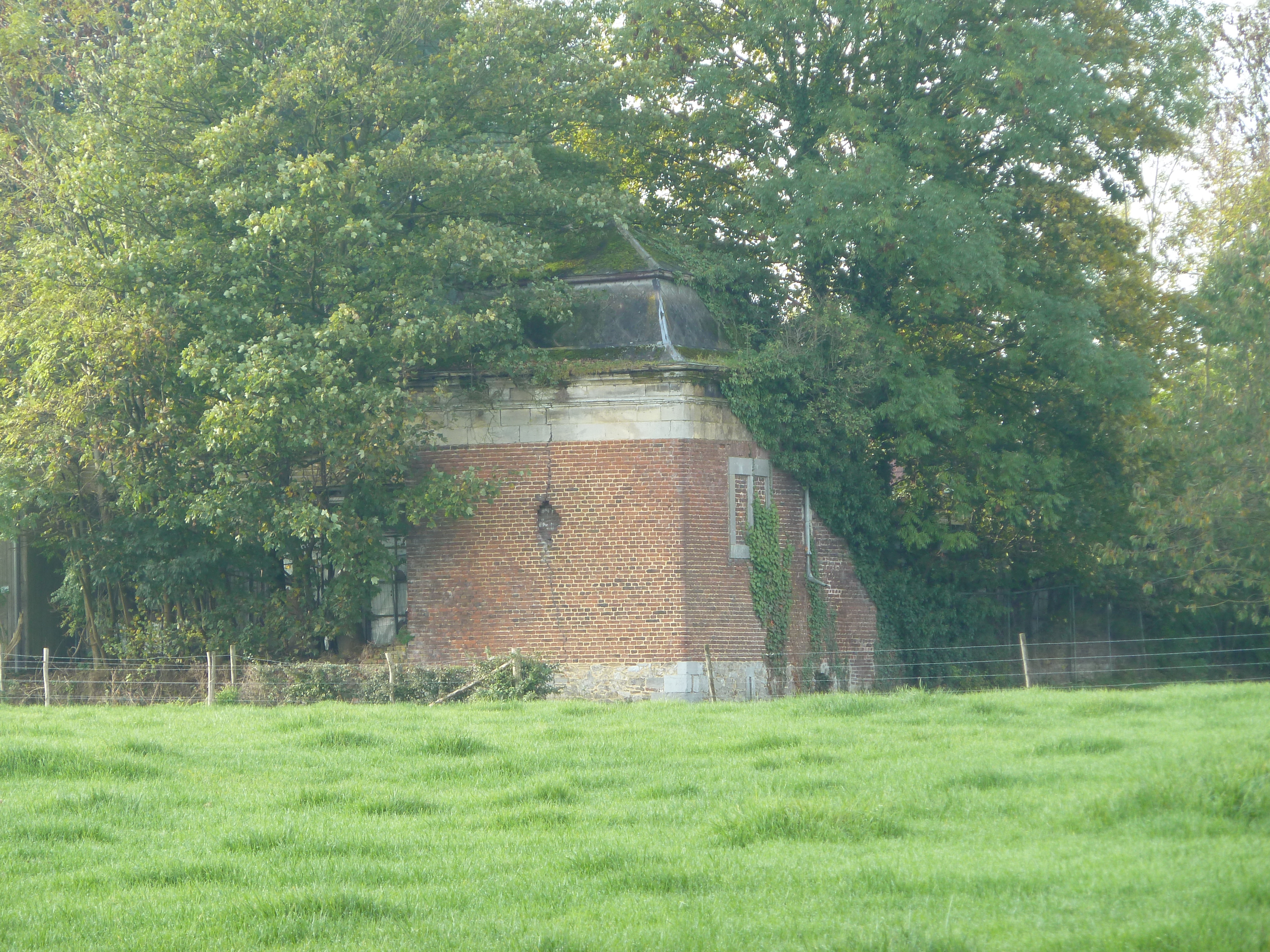
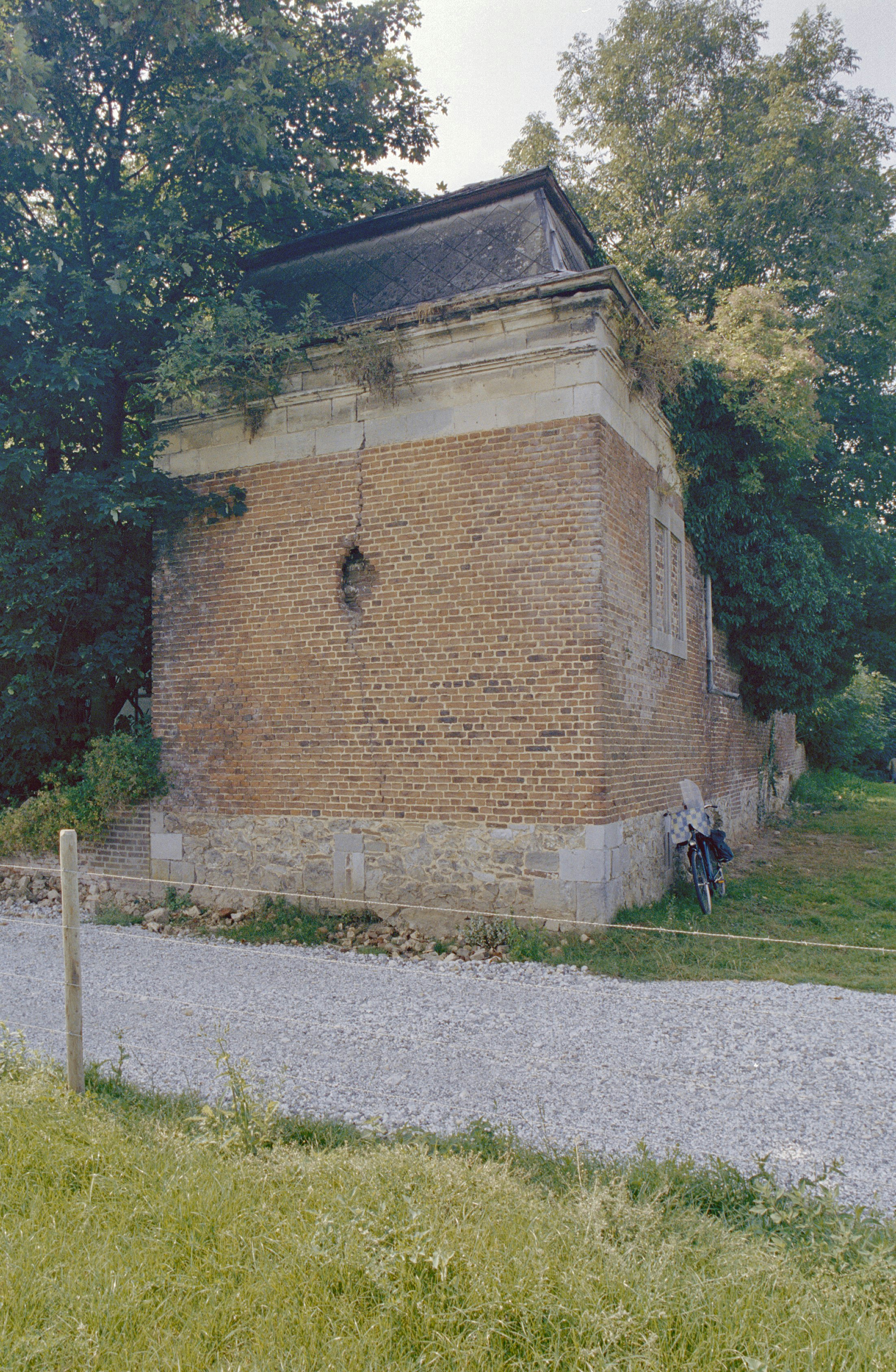
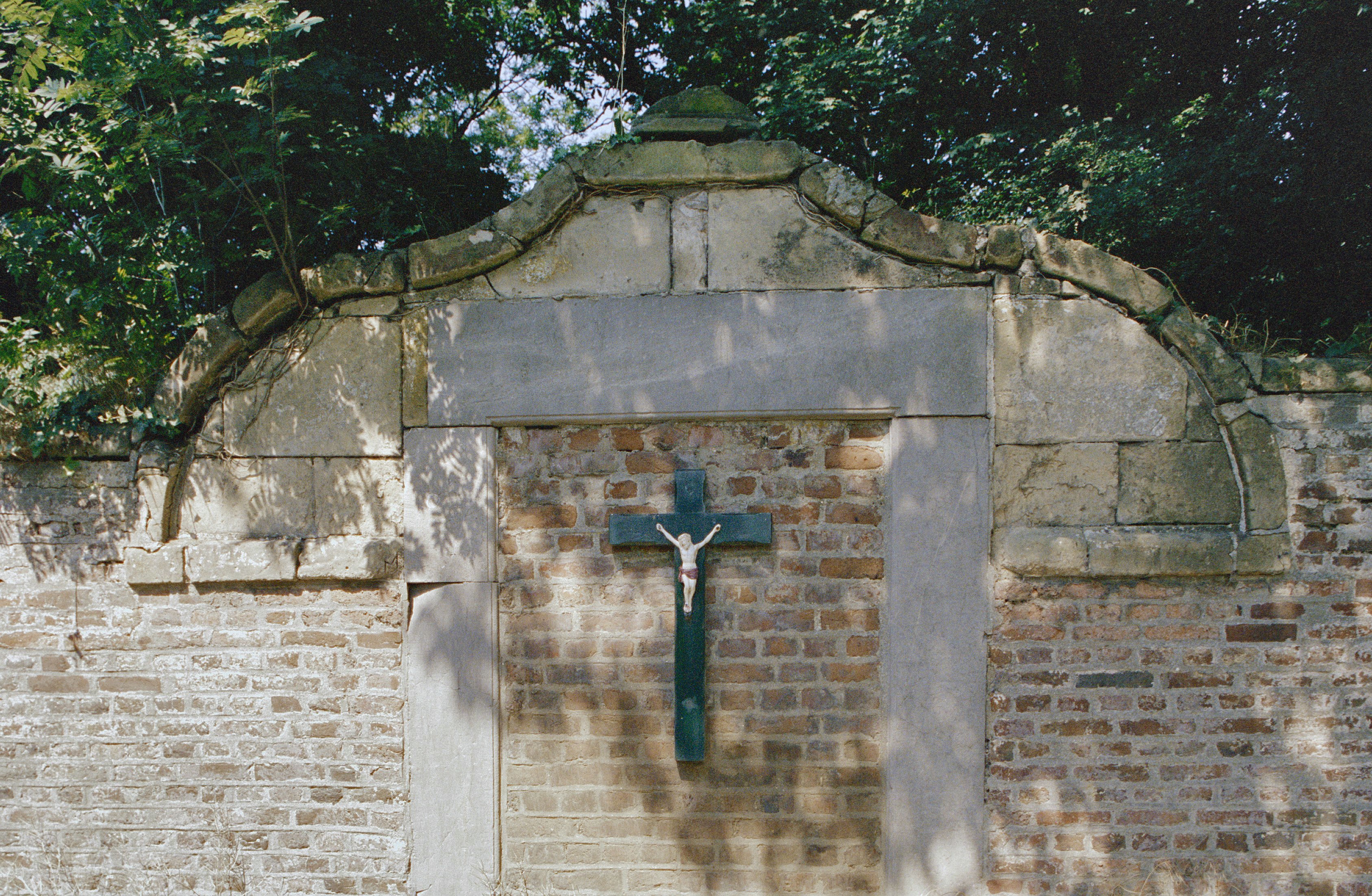